# La Traite des Blanches (film, 1927)
Pour les articles homonymes, voir La Traite des Blanches.

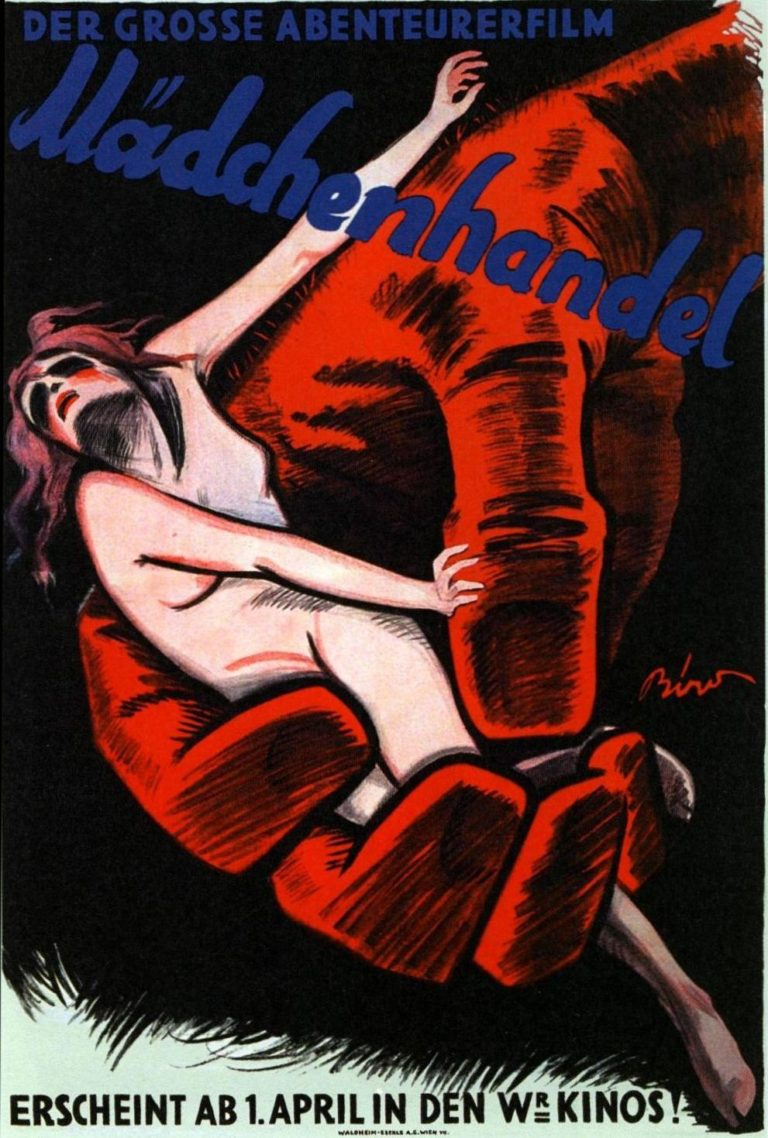
La traite des blanches - un danger international. Affiche de Mihály Bíró pour la première à Vienne

La Traite des Blanches : un danger international (titre original allemand : Mädchenhandel - Eine internationale Gefahr) est un film allemand réalisé par Jaap Speyer, sorti en 1927. Le film s'ouvre avec un avertissement d'une association luttant contre la traite des Blanches, mais le ton sensationnaliste du film provoque la polémique et il se voit refuser au Royaume-Uni une licence d'exploitation par le British Board of Film Classification et ne peut donc être visionné que lors de projections privées. Une critique le décrit comme étant un « crude melodrama on an unpleasant subject ».

## Synopsis
Quand une femme travaillant dans un nightclub de Berlin s'en va à Budapest pour un autre emploi qu'on lui a trouvé, elle se fait kidnapper par des trafiquants d'esclaves sexuelles.

## Fiche technique
- Titre : Mädchenhandel - Eine internationale Gefahr
- Réalisation : Jaap Speyer
- Scénario : Lothar Knud Frederik (de), Paul Rosenhayn, E. Sulke
- Cinématographie : Paul Holzki (en)
- Décorateur : Max Heilbronner
- Musique : Hans May
- Pays d'origine : Allemagne  République de Weimar
- Sociétés de production : Liberty-Film GmbH
- Longueur : 2 364 mètres, 7 bobines
- Format : Noir et blanc - 1,33:1 - Muet
- Dates de sortie :
  - Allemagne  République de Weimar : 7 janvier 1927
  -  Finlande : 16 janvier 1928

## Distribution
- Rudolf Klein-Rogge
- Erich Kaiser-Titz
- Fritz Alberti
- Charles Lincoln
- Wera Engels
- Frau Szlikay
- Trude Hesterberg
- Mary Kid
- Wilhelm Diegelmann
- Sophie Pagay
- Paul Rehkopf
- Mira Hildebrand
- Kurt Gerron
- Maria Forescu
- Mia Pankau (en)

## Sources de la traduction
- (en) Cet article est partiellement ou en totalité issu de l’article de Wikipédia en anglais intitulé « White Slave Traffic (film) » (voir la liste des auteurs).